# Стур црв
Стур црв, или Местер Стур Црв, била је огромна зла морска змија из орканијског фолклора, способна да контаминира биљке и уништи животиње и људе својим трулим дахом. Вероватно је то оркнејска варијанта нордијског Јормунгандра, такође познатог као Мидгардска змија, или светска змија, и описана је као морски змај.
Краљу једне земље угроженој доласком звери саветовано је да јој принесе седмичну жртву седам девица. У очају, краљ је на крају издао проглас нудећи своје краљевство, руку своје ћерке и магични мач свакоме ко би могао да уништи чудовиште. Асипатл, најмлађи син локалног фармера, победио је створење; како је умро, испали су му зуби да би постали Оркнијска острва, Шетландска острва и Фарска острва, а њено тело је постало Исланд.
Сличности између Асипателовог пораза над чудовиштем и других прича о убици змајева, укључујући Хераклово уништавање морског чудовишта да би спасио Хесионе, забележило је неколико аутора. Претпоставља се да су приче овог жанра еволуирале током периода просветљења, када су људске жртве зверским божанствима почеле да се потискују.

## Етимологија
Назив стур црв може бити изведен од старонордијског Storðar-gandr, алтернативног имена за Јормунгандр, светску или Мидгардску змију из норвешке митологије, Stoor или stour је био термин који су Шкоти користили у другом делу 14. век за описивање борби или битака; могло би се применити и на „насилне сукобе” временских елемената. Сличне дефиниције даје Dictionary of the Older Scottish Tongue који покрива период до почетка 18. века; каснији томови, када је објављен као Dictionary of the Scots Language и покривен од 1700. надаље, обухватају значајне, велике и велике; даље указује да би могло бити сродно старонордијском stórr. Показује црва као „чудовишну змију, морског змаја“ користећи причу Трејла Денисона као основу за дефиницију.
Mester значи господар; можда је сматран Mester Stoor Worm јер је био „господар и отац свих глиста“. У Шкотској, црв се често може примењивати на змаја, као што је то у северној Енглеској према фолклористици Катхарине Бриггс, употреба која потиче од саксонских и нордијских термина.  Правопис староенглеске и застареле варијанте речи црв је wyrm, што значи змај или змија. Дефиниција Траила Денисона даје mester као „супериорног“ при чему је stoor „велик, моћан, јак или строг“. Он описује црва као „било коју животињу змијског облика“.

## Народна веровања

### Опис и уобичајени атрибути
Становник мора, стур црв је био митско створење налик змији које су створили злонамерни духови. Огромна звер дивљег апетита, била је у стању да руши бродове и куће својим хватачким рачвастим језиком који је користио као пар клешта, па чак и да одвуче читава брда и села у море. Његове очи су биле као „округла језера, веома дубока и тамна“ у савременом препричавању, док су „светлеле и пламтеле као ватра“ у Денисоновом дугачком тексту, који је у страну приметио да неки извештаји наводе да стур црв је имао само једно око.
Према фолклористици Џенифер Вествуд, глава стуровог црва била је „као велика планина“; његов дах је био труо, контаминирајући биљке и уништавајући све људе или животиње својом експлозијом. Трејл Денисон је известио да је дужина змије била „невероватна и достигла хиљаде и хиљаде миља у мору“. Огромни морски таласи и земљотреси приписани су звери звери, знаку да је желела да буде нахрањена, а не уморна. Острвљани су се плашили змије; описао га је Трејл Денисон, који је преписао његову причу, као „најгору од девет страшних клетви које муче човечанство“. Даља прича коју је забележио Трејл Денисон кратко помиње још једног стуровог црва, описаног као потомство орканијског чудовишта, које је убијено када га велики митски брод пресече на два дела.

### Принос жртава
Краљ једне земље угрожен скором доласком црва стур тражио је савет од мудраца или спајмана, који сугерише да би се звер могла умирити ако се сваке недеље храни седам девица. У складу са саветом мудраца, острвљани сваке суботе приносе жртву седам девица, које су биле везане и стављене на обалу да би змија увукла у уста док је подигла главу из море.
Како се редовна жртвовања настављају, острвљани се обраћају краљу за помоћ, јер су забринути да ускоро неће остати младе девојке. Краљ поново тражи савет. Условно му се сугерише да ће краљева једина ћерка, принцеза Gem-de-lovely, његова најцењенија имовина, морати да се понуди црву стуру да подстаћи га да оде. Током периода милости од десет недеља пре него што принцеза мора да буде жртвована, гласници се шаљу у сваки угао царства нудећи краљевство, брак са принцезом и магични мач који је краљ наследио од бог Один.

### Убиство
Број будућих хероја који се јављају као резултат краљевог позива варира од 30 до 36, али сви они одлазе не суочивши се са чудовиштем. Дан пре него што би принцеза требало да буде жртвована, Асипатл, најмлађи син локалног фармера и презрен од своје породице, јаше на коња свог оца и у зору стиже на плажу где створење тек почиње да се буди. Након што је украо мало врућег тресета и набавио мали чамац, Асипатела су таласи гурнули у уста стуровог црва док је почео да зева. Чамац се спушта у дубину стомака створења док се коначно не одмори. Асипатл урања још запаљени тресет у јетру стуровог црва, изазивајући „ватру која је планула попут пећи“. Бол због жареће јетре узрокује да створење има напад повраћања који извлачи Асипатела, који је успео да се врати у свој чамац, назад из уста чудовишта.
Пометња изазвана агонијама стуровог црва привлачи гомилу на плажу, а Асипатл безбедно слеће међу њих. Јачина ватре која гори у јетри створења се повећава, узрокујући да се облаци дима избацују из његових уста и ноздрва, чинећи небо црном. Острвљани, верујући да је крај света, пењу се уз брдо како би посматрали коначну смр створења на безбедној удаљености од насталих таласа и земљотреса. Док умире, створењу испадају зуби и од њих настају острва Оркни, Шетланд и Фарска острва. Балтичко море се ствара тамо где му испада језик, а када се створење коначно склупча у чврсти чвор и умре, његово тело постаје Исланд. Веран својој речи, када се небо разведри и земља слегне, краљ препушта своје краљевство Асипатлу, који се жени принцезом Гем-де-Љубави. Као што је обећао, краљ такође даје Одинов магични мач Асипатлу.

## Порекло
Црв стур је вероватно оркнејска варијанта нордијског Јормунгандра, или светске змије, такође познате као змија Мидгард. Оркадијски фолклориста Марвик истиче сличност између методе коју је Асипатл користио да убије митско створење и оних о којима се прича у причама о убијању Црва из Линтона и Цноц на Цноимх из Сатерленда.
На Шетланду је постојало дугогодишње веровање да „далеко, далеко од мора, близу ивице света, живи монструозна морска змија којој је требало око шест сати да увуче дах, а шест сати да пусти то ван“, за шта Марвик спекулише вероватно објашњење за циклус плиме и осеке.
Хартланд је објавио анализу митова Персејевог циклуса у последњој деценији 19. века са наведеним циљем да се утврди „да ли је могуће утврдити шта је био његов примитивни облик, одакле је настао и како се проширио на источне континент."  Он је истакао сличности између Асипателовог пораза стур црва и Хераклеовог спасавања Хесионе. Истражујући легенду о Дартмуру о Чајлдовој гробници, фолклориста Тео Браун  је такође направио поређења између убијања црва стур и Јониног тродневног заточеништва у киту.  Хартланд је закључио да су приче овог жанра биле ограничене на земље које су почеле да се удаљују од примитивних веровања и да су вероватно еволуирале „из потискивања људских жртвовања до божанстава у зверском облику“.